# Aphthona wittmeri
Aphthona wittmeri es un coleóptero de la familia Chrysomelidae. Fue descrita en 1979 por Doguet.